# Pterolophia trilineicollis
Pterolophia trilineicollis är en skalbaggsart som beskrevs av J. Linsley Gressitt 1951. Pterolophia trilineicollis ingår i släktet Pterolophia och familjen långhorningar. Inga underarter finns listade i Catalogue of Life.